# Ficus lilliputiana
Ficus lilliputiana är en mullbärsväxtart som beskrevs av D.J.Dixon. Ficus lilliputiana ingår i släktet fikonsläktet, och familjen mullbärsväxter. Inga underarter finns listade i Catalogue of Life.